# FK Dinamo Minsk
FK Dinamo Minsk (vitryska: Футбольны клуб Дынама Мiнск, Futbolnyj Klub Dynama Minsk) är en vitrysk fotbollsklubb i Minsk. Laget spelar hemma på Dynama stadion, som kan ta 41 040 åskådare.
Dinamo Minsk var enda klubb från Vitryska SSR i den Sovjetiska toppserien, där man spelade i 39 av 54 säsonger, och man vann serien 1982.

## Historia
- 1927, Klubben bildad som Dinamo Minsk
- 1954, Upplöst
- 1954, Klubben återstartad som Spartak Minsk
- 1959, Klubben bytte namn till Belarus Minsk
- 1962, Klubben bytte namn till Dinamo Minsk
- 1983, Första deltagande i Europacupen (1983–1984)

## Meriter
- Vyssjaja Liga (1992–)
  - Mästare (7): 1992, 1993, 1994, 1995, 1995(a), 1997, 2004 (Tränare 2004  Jurij Sjukanov)

- Vitryska cupen (1992–)
  - Mästare (3): 1992, 1994, 2003

- Sovjetiska toppligan (1936–1991)
  - Mästare (1): 1982 (Tränare:  Eduard Malofejev)

- Vitryska SSR:s liga
  - Mästare (3); 1945, 1951, 1975

## Placering tidigare säsonger
| Säsong | Nivå | Liga             | Placering |        |
| ------ | ---- | ---------------- | --------- | ------ |
| 2010   | 1    | Premjer-liha     | 4         | [ 1 ]  |
| 2011   | 1    | Premjer-liha     | 4         | [ 2 ]  |
| 2012   | 1    | Premjer-liha     | 3         | [ 3 ]  |
| 2013   | 1    | Premjer-liha     | 3         | [ 4 ]  |
| 2014   | 1    | Premjer-liha     | 2         | [ 5 ]  |
| 2015   | 1    | Premjer-liha     | 2         | [ 6 ]  |
| 2016   | 1    | Premjer-liha     | 3         | [ 7 ]  |
| 2017   | 1    | Premjer-liha     | 2         | [ 8 ]  |
| 2018   | 1    | Premjer-liha     | 3         | [ 9 ]  |
| 2019   | 1    | Premjer-liha     | 4         | [ 10 ] |
| 2020   | 1    | Premjer-liha     | 6         | [ 11 ] |
| 2021   | 1    | Vysshaya Liga    | 3         | [ 12 ] |
| 2022   | 1    | Vysshaya Liga    | 5         | [ 13 ] |
| 2023   | 1    | Vysjejsjaja liha | 1         | [ 14 ] |

## Tidigare tränare
- Leonard Adamov (1974–1977)
- Oleh Bazilevitj (1977–1978)
- Eduard Malofejev (1978–1983)
- Aleksandr Piskarev (2000–2001)
- Edward Vasilevski (2001–2003)
- Andrej Zygmantovitj (2003–2004)
- Anatolij Baidatjny (2004–2005)
- Jurij Sjukanov (2005–2006)
- Slavoljub Muslin (2008–2009)
- Kirill Alsjevskij (2009)

## Europeiska rekord
Gäller mars 2013.
| Säsong    | Tävling               | Omgång              |                                                 | Klubb                 | Hemma               | Borta             |
| --------- | --------------------- | ------------------- | ----------------------------------------------- | --------------------- | ------------------- | ----------------- |
| 1983/1984 | UEFA Champions League | Första omgången     | Schweiz                                         | Grasshopper           | 1–0                 | 2–2               |
|           |                       | Andra omgången      | Ungern                                          | Győri ETO             | 3–1                 | 6–3               |
|           |                       | Kvartsfinal         | Rumänien                                        | Dinamo Bucureşti      | 1–1                 | 0–1               |
| 1984/1985 | UEFA-cupen            | Första omgången     | Finland                                         | HJK                   | 4–0                 | 6–0               |
|           |                       | Andra omgången      | Portugal                                        | Sporting CP           | 2–0 (straffar: 5–3) | 0–2               |
|           |                       | Tredje omgången     | Polen                                           | Widzew Łódź           | 0–1                 | 2–0               |
|           |                       | Kvartsfinal         | Socialistiska federativa republiken Jugoslavien | Željezničar Sarajevo  | 1–1                 | 0–2               |
| 1986/1987 | UEFA-cupen            | Första omgången     | Ungern                                          | Győri ETO             | 2–4                 | 1–0               |
| 1987/1988 | Cupvinnarcupen        | Första omgången     | Turkiet                                         | Gençlerbirliği        | 2–0                 | 2–1               |
|           |                       | Andra omgången      | Spanien                                         | Real Sociedad         | 0–0                 | 1–1               |
|           |                       | Kvartsfinal         | Belgien                                         | Mechelen              | 1–1                 | 0–1               |
| 1988/1989 | UEFA-cupen            | Första omgången     | Bulgarien                                       | Botev Plovdiv         | 0–0                 | 2–1               |
|           |                       | Andra omgången      | Rumänien                                        | Victoria București    | 2–1                 | 0–1               |
| 1993/1994 | UEFA Champions League | Första omgången     | Tyskland                                        | Werder Bremen         | 1–1                 | 2–5               |
| 1994/1995 | UEFA-cupen            | Kval                | Malta                                           | Hibernians            | 3–1                 | 3–4 (förlängning) |
|           |                       | Första omgången     | Italien                                         | Lazio                 | 0–0                 | 1–4               |
| 19951996  | UEFA-cupen            | Kval                | Rumänien                                        | Universitatea Craiova | 0–0 (straffar: 3–1) | 0–0               |
|           |                       | Första omgången     | Österrike                                       | Österrike Wien        | 1–0                 | 2–1               |
|           |                       | Andra omgången      | Tyskland                                        | Werder Bremen         | 2–1                 | 0–5               |
| 1996/1997 | UEFA-cupen            | Första kvalomgången | Irland                                          | Bohemian              | 0–0                 | 1–1               |
|           |                       | Andra kvalomgången  | Turkiet                                         | Beşiktaş              | 2–1                 | 0–2               |
| 1997/1998 | UEFA-cupen            | Första kvalomgången | Georgien                                        | Kolkheti-1913         | 1–0                 | 1–2               |
|           |                       | Andra kvalomgången  | Norge                                           | Lillestrøm            | 0–2                 | 0–1               |
| 1998/1999 | UEFA Champions League | Första kvalomgången | Lettland                                        | Skonto                | 1–2                 | 0–0               |
| 2001      | UEFA Intertoto Cup    | Första omgången     | Luxemburg                                       | Hobscheid             | 6–0                 | 1–1               |
|           |                       | Andra omgången      | Israel                                          | Hapoel Haifa          | 2–0                 | 1–0               |
|           |                       | Tredje omgången     | Tyskland                                        | Wolfsburg             | 0–0                 | 3–4               |
| 2002/2003 | UEFA-cupen            | Kval                | Bulgarien                                       | CSKA Sofia            | 1–4                 | 0–1               |
| 2003/2004 | UEFA-cupen            | Kval                | Danmark                                         | Brøndby               | 0–2                 | 0–3               |
| 2004      | UEFA Intertoto Cup    | Första omgången     | Polen                                           | Odra Wodzisław        | 2–0                 | 0–1               |
|           |                       | Andra omgången      | Serbien                                         | Smederevo             | 1–2                 | 3–1 (förlängning) |
|           |                       | Tredje omgången     | Frankrike                                       | Lille                 | 2–2                 | 1–2               |
| 2005/2006 | UEFA Champions League | Första kvalomgången | Cypern                                          | Anorthosis            | 1–1                 | 0–1               |
| 2006/2007 | UEFA-cupen            | Första kvalomgången | Polen                                           | Zagłębie Lubin        | 0–0                 | 1–1               |
|           |                       | Andra kvalomgången  | Slovakien                                       | Artmedia Petržalka    | 2–3                 | 1–2               |
| 2007/2008 | UEFA-cupen            | Första kvalomgången | Lettland                                        | Skonto                | 2–0                 | 1–1               |
|           |                       | Andra kvalomgången  | Danmark                                         | OB                    | 1–1                 | 0–4               |
| 2009/2010 | UEFA Europa League    | Första kvalomgången | Nordmakedonien                                  | Renova                | 2–1                 | 1–1               |
|           |                       | Andra kvalomgången  | Norge                                           | Tromsø                | 0–0                 | 1–4               |
| 2010/2011 | UEFA Europa League    | Andra kvalomgången  | Estland                                         | Sillamäe Kalev        | 5–1                 | 5–0               |
|           |                       | Tredje kvalomgången | Israel                                          | Maccabi Haifa         | 3–1                 | 0–1               |
|           |                       | Playoff             | Belgien                                         | Club Brugge           | 2–3                 | 1–2               |

- Klubbens reservlag, FK Dinamo-93 Minsk, spelade också i Europa:

| Säsong    | Tävling            | Omgång              |               | Klubb                  | Hemma | Borta |
| --------- | ------------------ | ------------------- | ------------- | ---------------------- | ----- | ----- |
| 1995/1996 | Cupvinnarcupen     | Kval                | Norge         | Molde                  | 1–1   | 1–2   |
| 1996/1997 | UEFA-cupen         | Första kvalomgången | Moldavien     | Tiligul-Tiras Tiraspol | 3–1   | 1–1   |
|           |                    | Andra kvalomgången  | Sverige       | Helsingborg            | 0–3   | 1–1   |
| 1997      | UEFA Intertoto Cup | Grupp 1             | Nederländerna | Heerenveen             | 1–0   |       |
|           |                    |                     | Polen         | Polonia Warszawa       |       | 4–1   |
|           |                    |                     | Tyskland      | Duisburg               | 0–1   |       |
|           |                    |                     | Danmark       | AaB                    |       | 1–2   |